# سپو پلکونن
سپو پلکونن (فنلاندی: Seppo Pelkonen؛ زادهٔ ۱۳ آوریل ۱۹۳۰) بازیکن فوتبال اهل فنلاند بود.
وی همچنین در تیم ملی فوتبال فنلاند بازی کرده‌است.